# Регеза Олександр Петрович
Регеза Олександр Петрович (псевдо.: «Буря»; нар.1923, Костопіль — ?) — український військовик, сотенний Загону УПА «Хвастівський» на Рівенщині. 

## Життєпис
Народився у місті Костополі Рівненської області.

## Бойовий шлях
14 травня 1943 року його сотня вкупі з сотнею «Цигана» (сотенний Цинко Павло Максимович) врятували населення с. Велика Любаша від його повного знищення німецькими карателями. В процесі бою бійці УПА спалили близько 11 німецьких авто та знищили 35 карателів.